# Jennie Livingston
Pour les articles homonymes, voir Jennie et Livingston.
Jennie Livingston, née le 24 février 1962 à Dallas au Texas, est une réalisatrice, productrice, scénariste et monteuse américaine.

## Biographie

### Vie privée
Jennie Livingston est ouvertement lesbienne.

## Filmographie

### Comme réalisatrice
- 1990 : Paris Is Burning (documentaire)
- 1993 : Hotheads (court métrage)
- 2005 : Who's the Top? (court métrage)
- 2006 : Through the Ice (court métrage)
- 2019 : Earth Camp One (documentaire)

### Comme productrice
- 1990 : Paris Is Burning (documentaire)
- 1993 : Hotheads (court métrage)
- 2005 : Who's the Top? (court métrage)
- 2006 : Through the Ice (court métrage)
- 2018 : Pose (série télévisée) (8 épisodes)

### Comme monteuse
- 1993 : Hotheads (court métrage)
- 2005 : Who's the Top? (court métrage)
- 2006 : Through the Ice (court métrage)
- 2019 : Earth Camp One (documentaire)

### Comme scénariste
- 2005 : Who's the Top? (court métrage)

## Récompenses
- 1990 Los Angeles Film Critics Association Awards : "Meilleur film documentaire" pour Paris Is Burning
- 1991 Grand prix du jury du Festival de Sundance : "US Documentary"" - Paris Is Burning
- 1991 Teddy Award : "Meilleur documentaire/essai"" - Paris Is Burning